# Kanton Saintes-Maries-de-la-Mer
Kanton Saintes-Maries-de-la-Mer (fr. Canton de Saintes-Maries-de-la-Mer) je francouzský kanton v departementu Bouches-du-Rhône v regionu Provence-Alpes-Côte d'Azur. Skládá se pouze z jediné obce Saintes-Maries-de-la-Mer.